# Bahamas Billie Jean King Cup-lag
 Bahamas Billie Jean King Cup-lag representerar Bahamas i tennisturneringen Billie Jean King Cup, och kontrolleras av Bahamas lawntennisförbund.

## Historik
Bahamas deltog första gången 1990.